# Panthea centralis
Panthea centralis är en fjärilsart som beskrevs av Mcdunnough 1942. Panthea centralis ingår i släktet Panthea och familjen Pantheidae. Inga underarter finns listade i Catalogue of Life.